# Христо Кършаков
Христо Андреев Кършаков е български революционер, деец на Вътрешната македоно-одринска революционна организация.

## Биография
Кършаков е роден в 1878 година в костурското село Косинец, тогава в Османската империя, днес Йеропиги, Гърция. Брат е на Атанас Кършаков и братовчед на Васил Кършаков. Влиза във ВМОРО и става четник на съселянина си Георги Попстефановски. При преминаване на гръцко-турската граница на 8 март 1903 година е заловен от гръцките власти, предаден на турците и затворен за два месеца в Корчанския затвор. След излизането си от затвора взема участие в Илинденско-Преображенското въстание и с четите на Васил Чекаларов, Иван Попов и Митре Влаха се сражава при Въмбел, Връбник, Капещица и Билища между 12 и 15 август. На следващия ден се сражава в Косинецката и Смърдешката планина в местностите Локвата, Корици и Тиза с войска от Дъмбени, която е отблъсната. На 25 август се сражава с Косинската чета с войска в местностите Свети Атанас, Брусова, Изворо, Старо село. Участва в голямото сражение при Апоскеп, при което се събират всички костурски чети.
След въстанието продължава да се занимава с революционна дейност и участва в съпротивата срещу гръцката въоръжена пропаганда в Македония. С четата на брат си Атанас Кършаков участва в голямото сражение срещу гръцки андарти от 10 до 20 април 1905 година. След сражението при Габреш андартите се оттеглят към Желево и Ошчима, но са пресрещнати от българската чета, която им дава продължително сражение. В него загиват Христо Гучо и един четник от Смърдеш.
След като Костурско попада в Гърция, в 1922 година гръцките власти го арестуват като бивш български четник и го затварят за 4 месеца в Еди куле в Солун. В 1939 година отново е арестуван и интерниран на Хиос, откъдето е освободен на 12 май 1941 година след разгрома на Гърция от германските войски.
На 11 март 1943 година, като жител на София, подава молба за българска народна пенсия, която е одобрена и пенсията е отпусната от Министерския съвет на Царство България.